# Cocârceni
Cocârceni – wieś w Rumunii, w okręgu Buzău, w gminie Costești. W 2011 roku liczyła 229 mieszkańców.